# Tank Girl
|  | Aquest article tracta sobre el còmic. Si cerqueu la pel·lícula, vegeu «La noia del tanc». |

Tank Girl és un personatge de ficció de còmic que dona nom a una sèrie, que fou creat el 1988 pels artistes Jamie Hewlett i Alan Martin.
La llibertat artística agradà als lectors. Tingué fama al Regne Unit i més enllà (Espanya, Itàlia, Alemanya, Escandinàvia, Estats Units, Argentina, Brasil i Japó). Alguns dels personatges són Tank Girl (la protagonista; una adolescent punk) i Booga (un cangur mutant). La seua primera aparició fou al primer número de la revista Deadline Magazine. És una obra de temàtica post-feminista amb una història situada en un futur post-apocalíptic poc llunyà. Es caracteritza per tindre imatges copiades i pegades a les vinyetes. Es publicà Tank Girl: The Odyssey.
Fou adaptada al cinema el 1995, una pel·lícula dirigida per Rachel Talalay i protagonitzada per Lori Petty, i que comptava amb les actuacions de Malcolm McDowell, Ice-T, Naomi Watts, Don Harvey i Jeff Kober.

## Impacte social
Del final de la dècada dels anys vuitanta fins al principi dels noranta fàcilment s'identificava alguna gent amb l'actitud agressiva, l'humor i la sexualitat del personatge protagonista. De fet fou una icona i es vengueren samarretes d'ella, de les quals destaca una contra la legislació considerada homofòbica de Margaret Thatcher.
El 1991, a Deadline se li apropà la societat de tèxtil Wrangler, aconseguint utilitzar el personatge en una sèrie d'anuncis publicitaris de pantalons de tipus jeans. El personatge tenia tendències post-modernes relacionades amb el reviure del moviment hippie i la moda new age abans que es posaren de moda, i amb el moviment riot girrrl i la generació beat.
Algunes bandes de rock van aparèixer als còmics de Tank Girl. La model Sarah Stockbridge es va fer fotos disfressant-se com a el personatge que van ser publicades a Elle, Time Out, Select, The Face i Vogue, els quals «la citen com una influència crucial per a la 'moda de xica roïna', que consistia entre altres amb pírcings, tatuatges i caps rapats».
Pel 1994 hi havia a Londres reunions de lesbianes anomenades «nits de Tank Girl» (en anglès: Tank Girl nights).